# Hierarquia militar de Portugal
A hierarquia militar, em Portugal, é constituída por vários Postos e Categorias.

## Postos e Categorias
Em Portugal, actualmente, existem, na Marinha Portuguesa, Exército e Força Aérea, as categorias de Oficiais, Sargentos e Praças, com as seguintes Subcategorias e Postos:
- Oficiais Generais - Marechal (1), General (2), Tenente-General, Major-General e Brigadeiro-General
- Oficiais Superiores - Coronel (3), Tenente-Coronel e Major;
- Classe de Capitão - Capitão;
- Oficiais Subalternos - Tenente, Alferes e Aspirante a oficial;
- Oficiais em formação - Cadete-Aluno, Soldado-cadete e Aspirante a Oficial;
- Sargentos - Sargento-Mor, Sargento-Chefe e Sargento-Ajudante, Primeiro-Sargento, Segundo-Sargento, Furriel e Segundo-Furriel (2);
- Sargentos em formação - Soldado-Instruendo;
- Praças - Cabo-Adjunto (2), Primeiro-Cabo (5), Segundo-Cabo (2) e Soldado;
- Praças em formação - Soldado-Recruta.

Notas:
(1) Dignidade honorífica, só existente no Exército e na Força Aérea.
(2) Posto só existente no Exército e na Força Aérea.
(3) No Exército, um Coronel já habilitado com o Curso de Promoção a Oficial General, é designado Coronel Tirocinado.
(4) Designado Cabo-Mor na GNR.
(5) Designado Cabo na GNR.
Na Marinha Portuguesa:
- Oficiais Generais - Almirante da Armada (1), Almirante, Vice-Almirante, Contra-Almirante e Comodoro;
- Oficiais Superiores - Capitão de Mar e Guerra, Capitão de Fragata e Capitão-Tenente;
- Oficiais Subalternos - Primeiro-Tenente, Segundo-Tenente, Guarda-Marinha (2) ou Subtenente (3), Aspirante a Oficial;
- Oficiais em formação - Cadete;
- Sargentos - Sargento-Mor, Sargento-Chefe e Sargento-Ajudante, Primeiro-Sargento, Segundo-Sargento, Primeiro-Subsargento (3), Segundo-Subsargento (3);
- Sargentos em formação - Segundo-Sargento Instruendo;
- Praças - Cabo-Mor, Cabo, Primeiro-Marinheiro, Segundo-Marinheiro, Primeiro-Grumete e Segundo-Grumete Aluno;
- Praças em formação - Segundo-Grumete Recruta.

Notas:
(1) Dignidade honorífica, só existente na Marinha.
(2) Oficiais provenientes da Escola Naval.
(3) Oficiais de outras proveniências.  Providos apenas em tempo de guerra

### Simbologia
Os postos de Oficiais, Sargentos e Praças das Forças Armadas de Portugal são identificados por distintivos semelhantes na Marinha, Exército, Força Aérea e GNR. Regra geral consistem em tiras de pano, chamadas galões — no caso dos Oficiais — ou divisas — no caso dos Sargentos e Praças. Na gíria militar, os galões dos Oficiais Generais são chamados "estrelas".
|                         | Marinha de Portugal        | Exército de Portugal | Força Aérea de Portugal |
| ----------------------- | -------------------------- | -------------------- | ----------------------- |
| Oficiais generais       | Almirante da Armada        | Marechal             | Marechal                |
| Oficiais generais       | Almirante                  | General              | General                 |
| Oficiais generais       | Vice-Almirante             | Tenente-General      | Tenente-General         |
| Oficiais generais       | Contra-Almirante           | Major-General        | Major-General           |
| Oficiais generais       | Comodoro                   | Brigadeiro-general   | Brigadeiro-general      |
| Oficiais superiores     | Capitão de Mar e Guerra    | Coronel              | Coronel                 |
| Oficiais superiores     | Capitão de Fragata         | Tenente-Coronel      | Tenente-Coronel         |
| Oficiais superiores     | Capitão-Tenente            | Major                | Major                   |
| Oficiais intermediários | Primeiro-Tenente           | Capitão              | Capitão                 |
| Oficiais subalternos    | Segundo-Tenente            | Tenente              | Tenente                 |
| Oficiais subalternos    | Guarda- Marinha            | Alferes              | Alferes                 |
| Oficiais subalternos    | Aspirante                  | Aspirante            | Aspirante               |
| Sargentos e Praças      | Sargento-Mor               | Sargento-Mor         | Sargento-Mor            |
| Sargentos e Praças      | Sargento-Chefe             | Sargento-Chefe       | Sargento-Chefe          |
| Sargentos e Praças      | Sargento-Ajudante          | Sargento-Ajudante    | Sargento-Ajudante       |
| Sargentos e Praças      | Primeiro-sargento          | Primeiro-Sargento    | Primeiro-Sargento       |
| Sargentos e Praças      | Segundo-sargento           | Segundo-Sargento     | Segundo-Sargento        |
| Sargentos e Praças      | Cabo                       | Furriel              | Furriel                 |
| Sargentos e Praças      | Primeiro- Marinheiro       | Segundo-Furriel      | Cabo Adjunto            |
| Sargentos e Praças      | Segundo- Grumete           | Cabo                 | Primeiro- Cabo          |
| Sargentos e Praças      | (Não tem) Segundo- Grumete | Soldado              | Segundo- Cabo           |

## Equivalência entre Postos
| Nível NATO | Marinha                                     | Exército                                      | Força Aérea                   | GNR                         |
| ---------- | ------------------------------------------- | --------------------------------------------- | ----------------------------- | --------------------------- |
| OF-10      | Almirante da Armada (Alm)                   | Marechal do Exército (Mar)                    | Marechal da Força Aérea (Mar) |                             |
| OF-9       | Almirante (Alm)                             | General (Gen)                                 | General (Gen)                 | -                           |
| OF-8       | Vice-Almirante (VAlm)                       | Tenente-General (TGen)                        | Tenente-General (TGen)        | Tenente-General (TGen) *    |
| OF-7       | Contra-Almirante (CAlm)                     | Major-General (MGen)                          | Major-General (MGen)          | Major-General (MGen) *      |
| OF-6       | Comodoro (Com)                              | Brigadeiro-General (BGen)                     | Brigadeiro-General (BGen)     | Brigadeiro-General          |
| OF-5       | Capitão de Mar e Guerra (CMG)               | Coronel Tirocinado (CorTir) / / Coronel (Cor) | Coronel (Cor)                 | Coronel (Cor)               |
| OF-4       | Capitão de Fragata (CFr)                    | Tenente-Coronel (TCor)                        | Tenente-Coronel (TCor)        | Tenente-Coronel (TCor)      |
| OF-3       | Capitão-Tenente (CTen)                      | Major (Maj)                                   | Major (Maj)                   | Major (Maj)                 |
| OF-2       | Primeiro-Tenente (1Ten)                     | Capitão (Cap)                                 | Capitão (Cap)                 | Capitão (Cap)               |
| OF-1       | Segundo-Tenente (2Ten)                      | Tenente (Ten)                                 | Tenente (Ten)                 | Tenente (Ten)               |
| OF-1       | Guarda-Marinha (GMar) / / Subtenente (STen) | Alferes (Alf)                                 | Alferes (Alf)                 | Alferes (Alf)               |
| OF-1       | Aspirante a Oficial (AspOf)                 | Aspirante a Oficial (AspOf)                   | Aspirante a Oficial (AspOf)   | Aspirante a Oficial (AspOf) |
| OF(D)      | Cadete (Cad)                                | Cadete (Cad)                                  | Cadete (Cad)                  | Cadete (Cad)                |
| OR-9       | Sargento-Mor (SMor)                         | Sargento-Mor (SMor)                           | Sargento-Mor (SMor)           | Sargento-Mor (SMor)         |
| OR-8       | Sargento-Chefe (SCh)                        | Sargento-Chefe (SCh)                          | Sargento-Chefe (SCh)          | Sargento-Chefe (SCh)        |
| OR-7       | Sargento-Ajudante (SAj)                     | Sargento-Ajudante (SAj)                       | Sargento-Ajudante (SAj)       | Sargento-Ajudante (SAj)     |
| OR-6       | Primeiro-Sargento (1Sarg)                   | Primeiro-Sargento (1Sarg)                     | Primeiro-Sargento (1Sarg)     | Primeiro-Sargento (1Sarg)   |
| OR-6       | Segundo-Sargento (2Sarg)                    | Segundo-Sargento (2Sarg)                      | Segundo-Sargento (2Sarg)      | Segundo-Sargento (2Sarg)    |
| OR-5       | Primeiro-Subsargento (1SSarg)               | Furriel (Furr)                                | Furriel (Furr)                | Furriel (Furr)              |
| OR-5       | Segundo-Subsargento (2SSarg)                | Segundo-Furriel (2Furr)                       | Segundo-Furriel (2Furr)       | -                           |
| OR-4       | Cabo-Mor (CMor)** Cabo (Cab)**              | Cabo de Secção (CbSec) **                     | Cabo de Secção (CbSec) **     | Cabo-Mor (CMor)             |
| OR-4       | Primeiro-Marinheiro (1Mar)***               | Cabo-Adjunto (CbAdj)                          | Cabo-Adjunto (CbAdj)          | Cabo-Chefe (CbCh)           |
| OR-3       | Segundo-Marinheiro (2Mar)                   | Primeiro-Cabo (1Cb)                           | Primeiro-Cabo (1Cb)           | Cabo (Cb)                   |
| OR-2       | Primeiro-Grumete (1Gr)                      | Segundo-Cabo (2Cb)                            | Segundo-Cabo (2Cb)            | Guarda Principal (GRP)      |
| OR-1       | Segundo-Grumete (2Gr)                       | Soldado (Sold)                                | Soldado (Sold)                | Guarda (GRD)                |

Notas
(*) Actualmente, os postos de Oficial General na GNR são ocupados por Oficiais Generais do Exército. A GNR irá ter um Corpo de Oficiais Generais próprio quando os seus primeiros Oficiais formados na Academia Militar atingirem aquela patente.
(**) Postos reservados a Praças do Quadro Permanente.
(***) Posto de acesso ao Quadro Permanente. Existem Praças desta categoria no Quadro Permanente.
Para a equivalência entre patentes portuguesas e de outros países, veja Equivalência entre patentes da Marinha

## Reforma da designação dos postos de Oficial General
Portugal reformou na década de 1990 a classe de Oficiais, mais especificamente a classe dos Oficiais Generais. Foi criado o posto de Brigadeiro-General, o posto de Brigadeiro foi substituído pelo de Major-General e o posto de General de 3 estrelas foi substituído pelo de Tenente-General. O posto de General de 4 estrelas passou a designar-se por General. Contudo os postos de Brigadeiro-General, Major-General, Tenente-General, e General são todos Oficiais Generais. O posto de General é reservado aos Chefes do Estado-Maior (Estado-Maior-General das Forças Armadas, Estado-Maior da Armada, Estado-Maior do Exército e Estado-Maior da Força Aérea).
Na Marinha, foi criado o posto de Comodoro, equivalente ao de Brigadeiro-General. Tal como o posto de General, o posto de Almirante é reservado ao Chefe do Estado-Maior da Armada (CEMA) e ao CEMGFA (quando essa função for exercida por um Oficial General da Marinha).